# Strålningsdrivning
Strålningsdrivning (engelska radiative forcing) är ett mått på hur stor påverkan en naturlig eller människoskapad effekt har på klimatförändringar. Strålningsdrivningen definieras som ändringen av nettoirradiansen vid tropopausen. Nettoirradiansen är skillnaden mellan inkommande solstrålning och utgående värmestrålning mätt i W/m2.
Strålningsdrivning har visat sig vara ett användbart begrepp i studiet av naturlig och mänsklig påverkan på klimatet. Det används flitigt i rapporterna från IPCC. 
Från 1750 till 2019 har mänskliga aktiviteter orsakat en ökad strålningsdrivning som uppskattas till 2,72 [1,96–3,48] W/m2. Denna uppvärmning beror till största delen på ökade halter av växthusgaser i atmosfären, men har delvis motverkats av en avkylning som orsakats av ökade koncentrationer av aerosoler.